# Caradrina doleropsis
Caradrina doleropsis là một loài bướm đêm trong họ Noctuidae.